# Schellerten
Schellerten er en by og kommune i det centrale Tyskland med 7.901(2023) indbyggere, hørende under Landkreis Hildesheim i den sydlige del af delstaten Niedersachsen.
Den er beliggende omkring 10 km øst for Hildesheim.

## Geografi
Kommunen Schellerten ligger i landskabet Hildesheimer Börde ved overgangen mellem forlandet til Harzen og Nordtyske Slette. Få kilometer syd for hovedbyen ligger højdedraget Vorholz.

## Inddeling
Kommunen blev oprettet 1. marts 1974 af følgende 12 landsbyer:
| - Ahstedt - Bettmar - Dingelbe - Dinklar | - Farmsen - Garmissen-Garbolzum - Kemme (im Gau Valen) - Oedelum | - Ottbergen - Schellerten (administrationsby) - Wendhausen - Wöhle |